# Jabłonka (Branice)

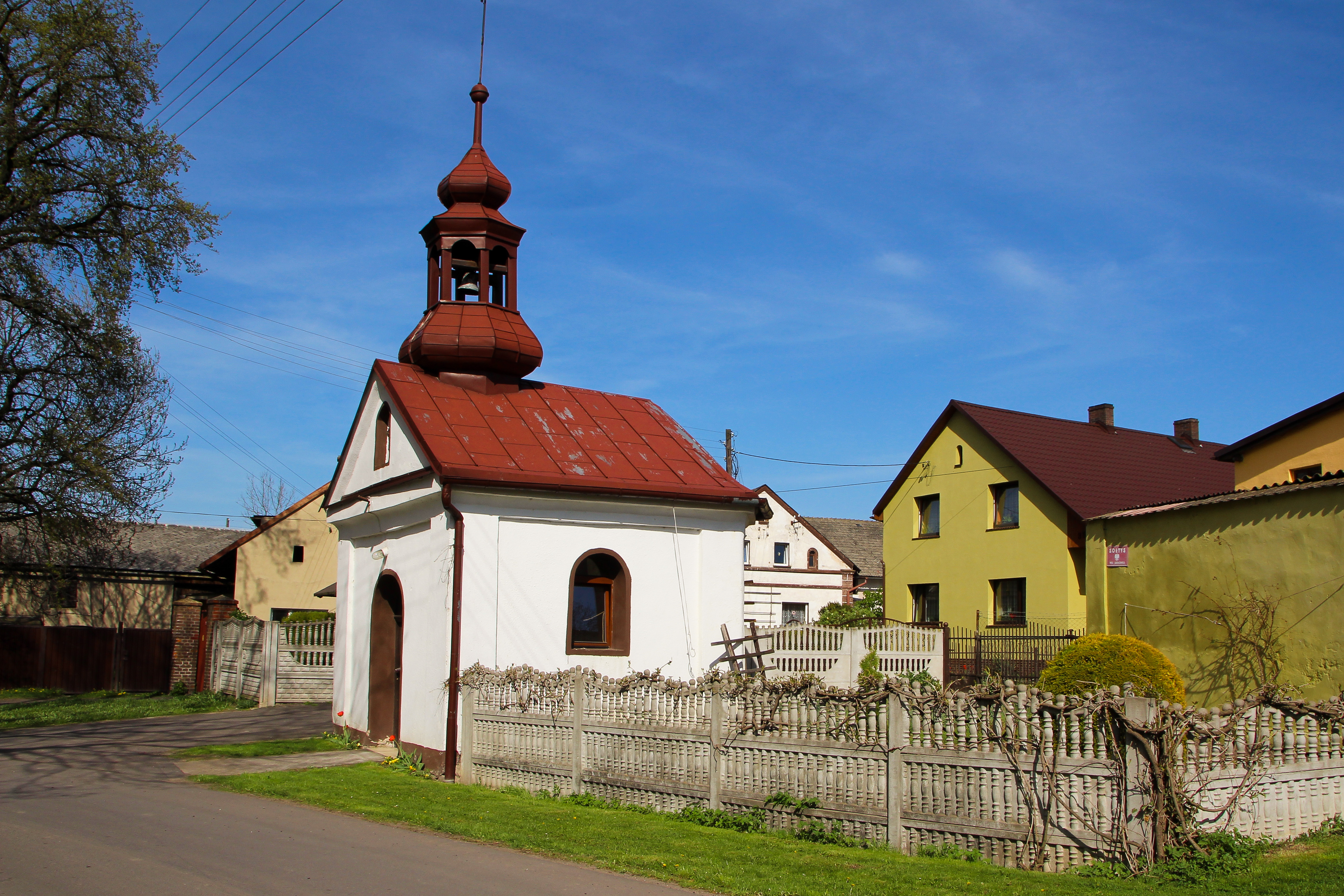
Kapelle

Jabłonka (deutsch Klemstein, tschechisch Klemštyn) ist ein Ort in der Landgemeinde Branice im Powiat Głubczycki der Woiwodschaft Opole (Oppeln) in Polen.

## Geographie
Das Straßendorf Jabłonka liegt zehn Kilometer südöstlich von Branice, 25 Kilometer südöstlich von Głubczyce (Leobschütz) und 88 Kilometer südlich von Opole (Oppeln) in der Nizina Śląska (Schlesische Tiefebene).
Nachbarorte von Jabłonka sind im Nordwesten Gródczany (Hratschein), im Nordosten Leimerwitz (Ludmierzyce), im Südosten Pilszcz (Piltsch), im Südwesten Uciechowice (Auchwitz) und Südwesten Turków (Turkau).

## Geschichte
Klemstein entstand Ende des 18. Jahrhunderts, als der Grundherr Josef von Sedlnitzky das Vorwerk verkaufte und das Flurstück parzellierte. Ab 1816 gehörte die Landgemeinde Klemstein zum Kreis Leobschütz, mit dem es bis 1945 verbunden blieb. 1845 bestanden im Dorf eine Kapelle und 47 Häuser; die Einwohnerzahl lag bei 261, allesamt katholisch. 1860 erhielt der Ort eine Schule. 1861 wurden für Klemstein 15 Gärtner- und 31 Häuslerstellen gezählt. 1874 wurde der Amtsbezirk Auchwitz gebildet, dem die Landgemeinden Auchwitz, Jacubowitz, Klemstein und Turkau eingegliedert wurden. 1882 wurde im Ort ein Schulhaus erbaut. 1890 zählte Klemstein 297 Einwohner.
Bei der Volksabstimmung in Oberschlesien am 20. März 1921 stimmten in Klemstein 201 Personen für einen Verbleib bei Deutschland und 0 für Polen. Klemstein verblieb wie der gesamte Stimmkreis Leobschütz beim Deutschen Reich. 1933 zählte der Ort 234 und 1939 252 Einwohner.
Als Folge des Zweiten Weltkriegs fiel Klemstein 1945 mit dem größten Teil Schlesiens an Polen und wurde in Jabłonka umbenannt. Die einheimische deutsche Bevölkerung wurde, soweit sie nicht vorher geflohen war, weitgehend vertrieben. Die neu angesiedelten Bewohner waren teilweise Zwangsumgesiedelte aus Ostpolen, das an die Sowjetunion gefallen war.
Von 1945 bis 1950 gehörte Jabłonka zur Woiwodschaft Schlesien. Anschließend wurde es der Woiwodschaft Opole zugeteilt. 1999 wurde es Teil des wiedergegründeten Powiat Głubczycki.

## Sehenswürdigkeiten
- Kapelle mit Zwiebelhaube und Laterne
- Steinernes Wegekreuz